# Сапега, Адам Зигмунд
Адам Зигмунд Сапега (пол. Adam Zygmunt Sapieha; 2 мая 1892, Хелуан — 20 октября 1970, Брюссель) — польский лётчик, поручик резерва кавалерии Войска Польского.

## Биография
Представитель польского княжеского рода Сапег герба «Лис». Пятый сын князя Владислава Леона Сапеги (1853—1920) и Эльжбеты Констанции Потулицкой (1859—1948).
Братья — Казимир, Леон, Юзеф, Александр, Владислав, Анджей и Станислав Адам.
Был одним из первых австро-венгерских военных летчиков в Первой мировой войне. Затем служил и воевал в польской кавалерии. Получил чин поручика 1 июня 1919 года, в 1924 году служил офицером резерва 2-го Рокитнянского кавалерийского полка.

## Семья и дети
10 декабря 1918 года в Кракове вступил в брак с Терезой Собанской (20 октября 1891 — 14 октября 1981), дочери графа Михаила Марии Собанского (1858—1934) и графини Людвики Марии Водзицкой (1857—1944). У них было восемь детей:
- София Мария (10 октября 1919 — 14 августа 1997), муж с 1942 года граф Леон Михаил Коморовский (1907—1992), их дочь Анна Мария Коморовская выйдет замуж за Патрика Поля Франсуа Ксавье Мари Гислена, графа д'Удекем д'Акос, у которого, в свою очередь, будет дочь графиня Матильда д'Удекем д'Акоз, супруга короля Бельгии Филиппа.
- Роза Мария (14 августа 1921 — 2 сентября 1944)
- Габриэла (18 апреля 1922—1924)
- Адам (род. и ум. 23 ноября 1923)
- Ядвига Тереза Мария (15 декабря 1924-?), муж с 1947 года Мориц де Сан (1911—1997)
- Михал Ксаверий (6 мая 1930 — 11 августа 2013), жена с 1952 года Мариам Луиза Генриетта де Декер де Брандекен (1927—1997)
- Мария Людвика (9 августа 1931), муж с 1955 года Максимилиан де Хемптинне (1931—2011)
- Станислав Артур (9 января 1937 — 10 марта 1956)

Правнучка Адама Зигмунда Сапеги — Матильда д’Удекем д’Акоз, .